# Oscar Strasnoy

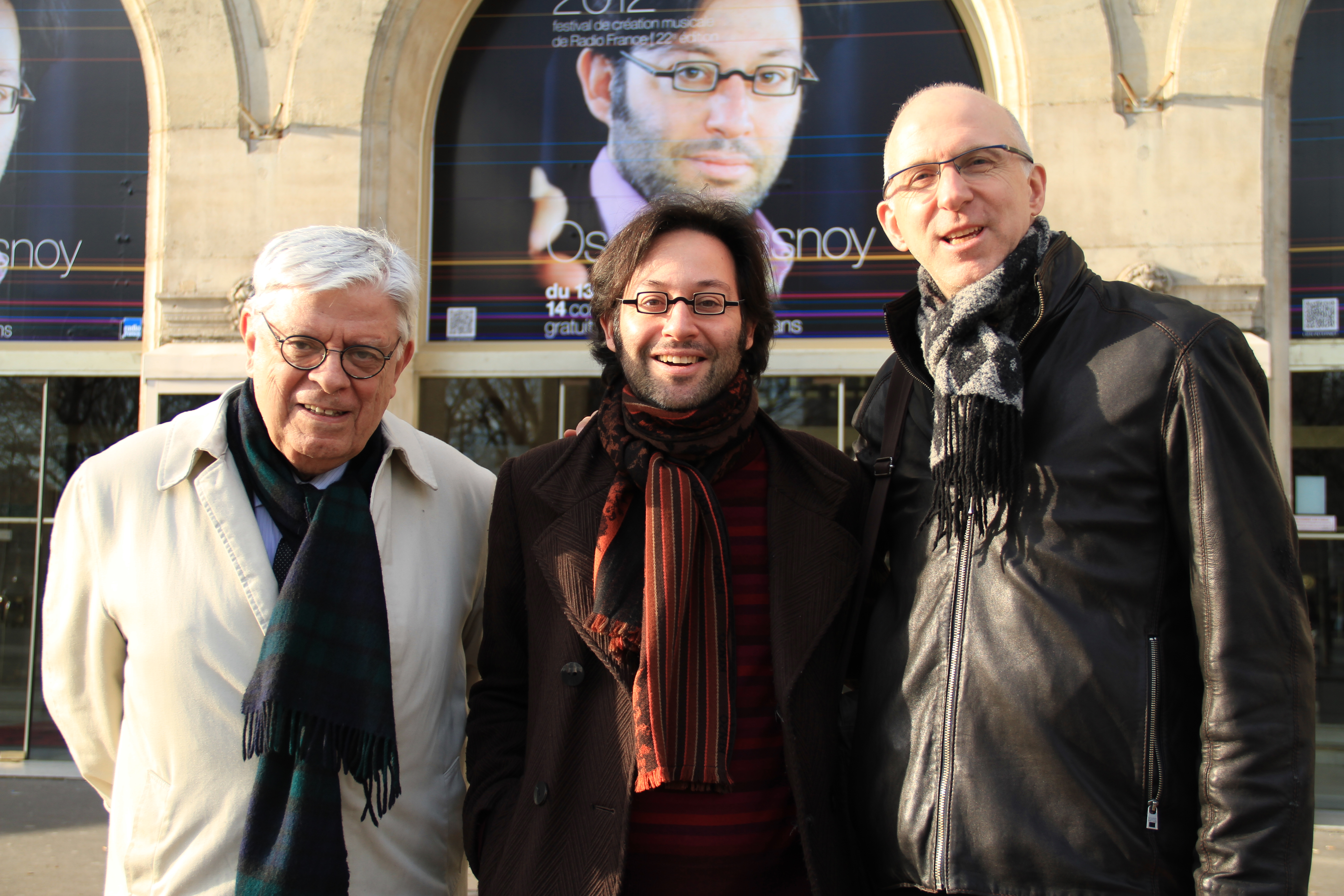
Hermenegildo Sábat, Oscar Strasnoy, Matthew Jocelyn (2012)

Oscar Strasnoy (Buenos Aires, 12 de noviembre de 1970) es un compositor, director de orquesta y pianista de doble nacionalidad argentino-francesa y residente en Berlín.

## Biografía[1]
Strasnoy estudió piano y dirección de orquesta en Buenos Aires con Aldo Antognazzi y Guillermo Scarabino, composición en el Conservatorio de París con Guy Reibel, Michaël Levinas y Gérard Grisey y en la Escuela superior de música de Fráncfort con Hans Zender. Fue director musical de la Orchestre du CROUS de París de 1996 a 1998. 
Sus obras han sido estrenadas o representadas en la Staatsoper Unter den Linden de Berlín, Teatro Nacional de la Opéra-Comique de París, Festival de Aix-en-Provence, Théâtre du Châtelet, Ópera del Estado de Hamburgo, Teatro Colón de Buenos Aires, Philharmonie de Berlín, Elbphilharmonie de Hamburgo, Gran Sala del Conservatorio de Moscú, Mozarteum de Salzburgo, Philharmonie de Moscú, Theaterhaus de Stuttgart, Radio France, Opera de Roma, Opera de Spoleto, Ópera de Zúrich Bienal de Venecia, Wigmore Hall de Londres, Festival Internacional Cervantino en Guanajuato, Opera de Lille, Opera de Rennes, Théâtre de Cornouaille, Opera de Lille, Opera de Nice, Opera de Massy, Opera de Cergy, Grand Théâtre de Reims, Teatro San Martín de Buenos Aires, Teatro Argentino de La Plata.
Ha compuesto doce obras para la escena, incluyendo óperas (Midea, programada gracias a Luciano Berio en el Festival de Spoleto, en 2000, L’instant, en 2008, Le Bal, estrenada en la ópera de Hamburgo en 2010), Requiem en el Teatro Colón de Buenos Aires, óperas de cámara (Un retour, para el Festival de Aix en Provence 2010 (libro/CD publicado por Actes-Sud), Cachafaz para el Teatro Nacional de Quimper y la Ópera Cómica de París), operetas (Opérette, en 2003 y Geschichte en 2004), cine mudo acompañado (Underground, de A. Asquith, estrenada en el Museo del Louvre en 2004), una cantata profana (Hochzeitsvorbereitungen (mit B und K), CD Chant du Monde/Harmonia Mundi) y ciclos de canciones (Six Songs for the Unquiet Traveller, para la mezzo-soprano Ann Murray, estrenada en la Wigmore-Hall de Londres en 2004. Colaboró con solistas como Ann Murray, Isabelle Faust, Ingrid Caven, Alexandre Tharaud, Garth Knox o Pablo Márquez, con escritores como Alberto Manguel, Christoph Hein, Hans Magnus Enzensberger, Jean-Jacques Schuhl, Ariana Harwicz Matthew Jocelyn, Alejandro Tantanian.
Ha dirigido las orquestas de la Philharmonique de Radio France, la National d'Ile-de-France, la de la Ópera de Bordeaux, el Ensemble Resonanz de Hamburgo, la Akademie für Alte Musik de Berlín y otros ensembles. Es miembro fundador de SONGS, un ensamble interdisciplinario consede en La Chaux-de-Fonds, Suiza.
El Festival Présences de Radio France le ha dedicado la edición 2012 con un retrato de sus obras en catorce conciertos en el Teatro del Châtelet de París.
Sus obras están editadas principalmente por Universal Edition, Ed. Billaudot y Le Chant du Monde/Wise Music.
Vive actualmente en Berlín.

## Obras escénicas
- "Midea", ópera, libreto (en italiano) de Irina Possamai. Estreno: Spoleto, oct. 2000. Ed. Ricordi.
- "Opérette", basada en la pieza de Witold Gombrowicz (en francés). Estreno: Reims, ene. 2003.
- "Geschichte", opereta a cappella basada en la pieza homónima de Witold Gombrowicz (en alemán). Estreno: Stuttgart, dirección de escena de Galin Stoev, 2004. Segunda producción dirigida por Titus Selge en 2011-2012. Tercera producción dirigida por Isabel Ostermann en la Staatsoper Unter den Linden de Berlín en 2015. Ed. Le Chant du Monde.
- "Underground", música para una película muda de Anthony Asquith. Estreno: Museo del Louvre de París, 2004.
- "Fabula", teatro musical, libreto (en castellano) de Alejandro Tantanian. Estreno: Teatro San Martín de Buenos Aires, 2005. Ed. Le Chant du Monde.
- "L'instant", ópera para niños, libreto (en francés) de Alejandro Tantanian. Estreno: París, 2008. Ed. Le Chant du Monde.
- "Le Bal", ópera, basada en la novela de Irene Nemirovsky, libreto (en francés) de Matthew Jocelyn. Estreno: Opera de Hamburgo (Young/Jocelyn), marzo de 2010). Segunda producción (Tali/Jocelyn): Théâtre du Châtelet, 2012. Tercera producción (Schirmer/Wiegand): Prinzregententheater de Múnich. Ed. Billaudot.
- "Un Retour" ópera de cámara, libreto de Alberto Manguel (en francés, latín y castellano). Estreno: Festival d'Aix en Provence, julio de 2010. Ed. Billaudot.
- "Cachafaz", ópera de cámara sobre un libreto (en castellano) de Copi. Estreno en el Teatro de Cornouaille, Quimper, Francia en noviembre de 2010 (Geoffroy Jourdain/Benjamin Lazar). Segunda producción: Teatro San Martín de Buenos Aires (Pierre Roullier/Pablo Maritano). Ed. Billaudot.
- "Dido and Aeneas", ópera de cámara basada en la ópera de  Henry Purcell, para siete solistas, dos pianos, dos metales y dos percusionistas. Estreno, Théâtre du Châteletede Parísn enero de 2012. Ed. Billaudot.
- "Случай" (Slutchaï - incidentes), ópera de cámara sobre textos (en ruso) de Daniil Jarms. Estreno: Opéra National de Bordeaux, noviembre de 2012. Segunda producción (en alemán): Ópera de Zúrich, 2015. Ed. Billaudot.
- Requiem, ópera en dos actos, libreto de Matthew Jocelyn (en inglés), sobre la novela Requiem para una monja de William Faulkner. Estreno:  Teatro Colón de Buenos Aires, 10 juin 2014.  Ed. Billaudot.
- Comeback, ópera de cámara, libreto de Christoph Hein (en alemán). Estreno: 30 de septiembre de 2016 en la Staatsoper Unter den Linden, Berlín. Ed. Billaudot.
- Robinson, ópera de cámara, libreto de Sigrid Behrens (en alemán), máquinas musicales de Edgardo Rudnitzky. Estreno: enero de 2023 en la Staatsoper Unter den Linden, Berlín. Universal Edition, Viena.
- Dementia, ópera, libreto de Ariana Harwicz (en castellano y en francés). Estreno: 31 mayo de 2026 en el Teatro Colón de Buenos Aires. Universal Edition, Viena.

## Obras concertantes (selección)
- 1992: Piano 1: Incognito. Ed. Billaudot.
- 1995: Piano 2: Britannicus.
- 1995: Naipes, para quinteto tipo Pierrot-Lunaire.
- 1997: Piano 3: de Colchide à Corinthe]. Ed. Billaudot.
- 1999: Piano 4: 5 pièces. Ed. Billaudot.
- 1999: Dos tangos. Ed. Lemoine.
- 2000: Bloc-notes d'Ephemera (1) para ensemble. Ed. Le Chant du Monde.
- 2000: Bloc-notes d'Ephemera (2) para dos pianos. Ed. Le Chant du Monde.
- 2000: "Hochzeitsvorbereitungen (mit B und K)", cantata. Ed. Le Chant du Monde.
- 2002: Piano 5: Exercices de Latinité. Ed. Billaudot.
- 2004: "Six Songs for the Unquiet Traveller", sobre textos (en inglés) de Alberto Manguel. Ed. Le Chant du Monde.
- 2006: "The End", para orquesta. Ed. Le Chant du Monde.
- 2008: "Quodlibet", ciclo de canciones.
- 2010: "Heine", ciclo de Lieder (en alemán) sobre poemas de Heinrich Heine). Ed. Billaudot.
- 2012: "Odyssée", cantata (libreto: Alberto Manguel), para 12 voces solistas, 5 coros y tres grupos instrumentales. Ed. Billaudot.
- 2013: Hanokh, para gaita, soprano y barítono.
- 2013: Vague Requiem, para 8 cellos.  Ed. Billaudot
- 2014: Trois pièces pour quatuor à cordes
- 2014: Quintette en deux mouvements, para acordeón y cuarteto de cuerdas.
- 2014: Müller, ciclo de Lieder (en alemán) sobre poemas de Wilhelm Müller, Heiner Müller y Herta Müller para tenor y piano.
- 2015: Double Ostinato, para acordeón.
- 2016: Ghost Stories, para cuarteto de cuerdas. Ed. Billaudot
- 2016: Automaton, para violín y orquesta. Estreno el 14 de abril de 2017 en la Elbphilharmonie de Hamburgo por Isabelle Faust y el Ensemble Resonanz. Ed. Billaudot
- 2017: Kuleshov, para piano y orquesta. Estreno el 31 de mayo de 2017 por Alexandre Tharaud y Les Violons du Roy en Québec, Canadá. Ed. Billaudot
- 2017: Ittingen-Concerto, para orquesta de cámara. Estreno el 3 de junio de 2017 en las Ittinger Pfingskonzerte, Suiza, por la Akademie für Alte Musik de Berlín. Ed. Billaudot
- 2017: Flashbacks, para 10 instrumentos. Estreno: 8 DIC 2017 por el Ensemble Modern, en Múnich. Ed. Billaudot
- 2018: d'Amore, para viola d'amore y ensemble. Estreno: 20 OCT 2018 por Garth Knox y el Ensemble Modern en Donaueschingen, Alemania. Ed. Billaudot.
- 2018: de Tage-Buch: 1 JAN, 2 JAN, 4 JAN, 5 JAN, Rolle JAN (28-31), 1 FEB, 1 SEP, 3 SEP, 4 SEP, 6 SEP, 2 NOV, 8 NOV, 9 DEC para diferentes formaciones.
- 2019: Trí Amhrán Ghaelacha (Tres canciones irlandesas) para tenor y piano.
- 2019: Chanzuns Popularas Rumanchas (canciones populares retorromances) para voz femenina y ensemble. Estreno: 29 MAY 2019 en La-Chaux-de-Fonds, Suiza. Universal Edition.
- 2019: Romanze de Johannes Brahms Op. 118, N.º 5, orquestada para violín y orquesta. Estreno: 25 ABR 2019 en la Filarmónica del Elba Hamburgo, por Isabelle Faust y la NDR Elbphilharmonie-Orchester, dirigida por Antonello Manacorda.
- 2019: Zaunkönig und -gäste, para orquesta. Estreno: 1 JUL 2019 por la Musikalische Akademie des Nationaltheater-Orchesters Mannheim dir. por Alexander Soddy. Ed. Billaudot.
- 2019: Verschiedene Canones - Neue Auflösungen (nach J.S. Bachs Canones, BWV 1087) para orquesta barroca y percusión. Estreno: 19 OCT 2019 en Berlín, Akademie für Alte Musik de Berlín. Universal Edition.
- 2019: Für Felice para ensemble vocal (12 voces) e instrumento acompañante ad libitum sobre una carta de Franz Kafka. Encargo del Ensemble MusicaTreize de Marsella. Universal Edition.
- 2020: Trois Etudes du Kâmasûtra para ensemble vocal (12 voces). Universal Edition.

## Discografía
- 2025: Cadenza, para el Concierto para violín de György Ligeti. Isabelle Faust, Les Siècles, François-Xavier Roth. CD Harmonia Mundi.

- 2022: Tombeau de Monjeau para piano. Mara Dobresco CD Las Scala Music.

- 2022: Chanzuns Popularas Rumanchas (canciones populares en lengua romanche). Sarah Maria Sun, Ensemble Songs (Suiza) CD Songs.

- 2020: Kuleshov, Concierto para piano. Alexandre Tharaud, Les Violons du Roy (Québec), dir. Mathieu Lussier CD Erato/Warner Classics.

- 2018: Dos Menuets de Schubert (de "Fünf Menuette mit sechs Trios"), n.º 3 y n.º 5, arreglo para octeto, Isabelle Faust & Friends. CD Harmonia Mundi

- 2017: Berceuse (de "Cinq pièces pour Piano", ed. Billaudot), Mara Dobresco, piano. CD Paraty 107159.

- 2016: Hanokh. Erwan Keravec, gaita, Donatienne Michel-Dansac, soprano y Vincent Bouchot, barítono, CD Vox.

- 2014: An Island Far, Ensemble 2e2m, dir. Pierre Roullier

- 2013: Orchestral works, Orchestre Philharmonique de Radio France dir. Dima Slobodeniouk y Susanna Mälkki

- 2013: Geschichte (fragmento), CD del Festival de Otoño de Varsovia. Neue Vocalsolisten Stuttgart.

- 2010: Un retour, Ensemble Musicatreize, dir. Roland Hayrabedian

- 2007: Hochzeitsvorbereitungen (mit B und K), Ensemble 2e2m, dir. Pierre Roullier

- 2000: Dos tangos ("Derrumbe" y "Mano Brava") París-Buenos Aires, CD Bis records

- 1998: Bloc-notes de Midea (5), CD Hochschule für Musik Köln/Conservatoire de Paris, dir. Peter Eötvös

## Premios y distinciones
- 2025: Distinción a la trayectoria de la Academia Nacional de Bellas Artes (Argentina)
- 2019: Premio Konex.
- 2013: Prix de composition "Francis et Mica Salabert" décerné par la SACEM.
- 2011: Prix Nouveau Talent Musique de la SACD (Sociedad de autores y compositores dramáticos de Francia).
- 2010: Grand Prix de la Musique Symphonique de la SACEM.
- 2007: Beca Guggenheim
- 2007: Premio de la Académie du Disque Lyrique por su CD "Hochzeitsvorbereitungen (mit B und K)".
- 2003: Premio "Georges Enesco" de la Sociedad de autores, compositores y editores de música de Francia (SACEM).
- 1999: Premio Orpheus de la Ciudad de Spoleto por su ópera "Midea".